# 羊秀乡
羊秀乡，是中华人民共和国西藏自治区那曲市比如县下辖的一个乡镇级行政单位。

## 行政区划
羊秀乡下辖以下地区：
吾雄村、索雄村、中宗村、羊秀村、耐达村、奇达村、迟塔村、朗切村、久隆村、贡宁村、吉仁村、朵给村、瓦宁村、亚贡村、察普村、达德村、帕荣村和嘎囊村。